# Jürgen Knieper
Jürgen Knieper (* 14. März 1941 in Karlsruhe) ist ein deutscher Pianist und Komponist von Filmmusik.

## Werdegang
Kniepers Vater Rolf Knieper war Professor an der Musikhochschule Karlsruhe und seine Mutter Adelheid Knieper war Geigerin. Er studierte drei Jahre Mathematik in Heidelberg. Bereits im Alter von acht Jahren hatte er von seinem Vater Klavierunterricht erhalten, und als er den Klavierspieler des Heidelberger Studentenkabaretts „Bügelbrett“ spontan ersetzte, begann seine Laufbahn als Musiker.
Er arbeitete als Pianist in der Jazzkneipe Cave und kam mit der Bügelbrett-Gruppe 1965 nach Berlin, wo er Komposition an der Hochschule der Künste studierte. Daneben war er weiterhin Kabarettpianist und Jazzmusiker in der Kneipe „Old Eden“.
Als er von Wim Wenders das Angebot erhielt, die Filmmusik zu seinem ersten großen Spielfilm Die Angst des Tormanns beim Elfmeter zu komponieren, begann Kniepers Karriere als Komponist von Filmmusik. Einem breiteren Publikum wurde Knieper auch durch seine musikalische Mitwirkung in der ARD-Satirereihe Scheibenwischer, der Titelmusik zur Lindenstraße und Praxis Bülowbogen bekannt.

## Filmografie (Auswahl)
- 1971: Die Angst des Tormanns beim Elfmeter
- 1973: Der scharlachrote Buchstabe
- 1974: Output
- 1975: Falsche Bewegung
- 1976: Lieb Vaterland magst ruhig sein
- 1977: Der amerikanische Freund
- 1979: Arabische Nächte
- 1979: Theodor Chindler
- 1980: Deutschland, bleiche Mutter
- 1980: De Witte van Sichem
- 1981: Christiane F. – Wir Kinder vom Bahnhof Zoo
- 1981: Alles im Eimer
- 1981: Sternensommer
- 1982: Dabbel Trabbel
- 1982: Der Stand der Dinge
- 1982: Der Zauberberg
- 1982: Mandara (Fernsehserie)
- 1983: Ediths Tagebuch
- 1984: Flügel und Fesseln
- 1985: Einmal Ku’damm und zurück
- 1985: Der Hochzeitstag
- 1985–2020: Lindenstraße (Fernsehserie)
- 1986: Das Messer am Ufer (River’s Edge)
- 1987: Des Teufels Paradies
- 1987: Der Himmel über Berlin
- 1987–1996: Praxis Bülowbogen (Fernsehserie)
- 1988: Die Senkrechtstarter
- 1989: Der Krieg ist aus (Après la guerre)
- 1991: Mörderische Entscheidung
- 1992: Die geheimnisvolle Blonde (La bionda)
- 1992: Probefahrt ins Paradies
- 1994: Lisbon Story
- 1995: Das Versprechen
- 1995: Der Trinker
- 1999: Tuvalu
- 2008: Dawn of the World